# Saint-Martin-de-Valgalgues
Saint-Martin-de-Valgalgues település Franciaországban, Gard megyében. Lakosainak száma 4721 fő (2022. január 1.). Saint-Martin-de-Valgalgues Alès, Cendras, Laval-Pradel, Saint-Julien-les-Rosiers, Saint-Privat-des-Vieux és Les Salles-du-Gardon községekkel határos.

## Népesség
A település népessége az elmúlt években az alábbi módon változott:
| Lakosok száma | 3404 | 4209 | 4487 | 4166 | 4289 | 4313 | 4419 | 4497 | 4592 | 4721 |
|               | 1968 | 1982 | 1990 | 2006 | 2013 | 2015 | 2017 | 2019 | 2020 | 2022 |